# 马尔科·帕尼恰
马尔科·帕尼恰（義大利語：Marco Paniccia，1980年5月17日—），意大利男子赛艇运动员。他曾代表意大利参加世界赛艇锦标赛，获得一枚金牌和一枚铜牌，均来自男子轻量级八人单桨有舵手项目。